# Palazzo Haedo
Il Palazzo Haedo (Palacio Haedo in spagnolo) è un edificio storico della capitale argentina Buenos Aires situato su plaza San Martín, nel quartiere di Retiro. È stato dichiarato monumento nazionale nel 2001.

## Storia
L'edificio fu costruito in stile neorinascimentale negli anni sessanta del XIX secolo per conto dell'industriale Francisco Mariano Haedo sul progetto degli architetti Passeron e Brizuela. Nel 1881 lo stabile fu acquistato dalla famiglia Villar che nei decenni seguenti lo riammodernò completamente con elementi neogotici ed eclettici di gusto francese. 
Il palazzo venne poi acquisito dal Banco Popular nel 1937 e venduto cinque anni più tardi all'Amministrazione Nazionale dei Parchi che vi pose i suoi uffici.